# Елеонора Юліана Бранденбург-Ансбаська
Елеонора Юліана Бранденбург-Ансбаська (нім. Eleonore Juliane von Brandenburg-Ansbach, 23 жовтня 1663 — 4 березня 1724) — представниця німецької знаті з династії Гогенцоллернів, донька маркграфа Бранденбург-Ансбаського Альбрехта II та Софії Маргарити Еттінген-Еттінгенської, дружина герцога Вюртемберг-Віннентальського Фрідріха Карла.

## Життєпис
Елеонора Юліана народилась 23 жовтня 1663 року в місті Ансбах. Вона була третьою донькою і молодшою, п'ятою, дитиною в родині маркграфа Бранденбург-Ансбаського Альбрехта II та його другої дружини Софії Маргарити Еттінген-Еттінгенської. Дівчинка мала старших братів Йоганна Фрідріха та Альбрехта Ернста і сестер Луїзу Софію та Доротею Шарлотту.
Матір померла, коли Елеонорі ще не було й року. Батько пішов з життя три роки потому. Влада у країні опинилася в руках регентської ради, очолюваної курфюрстом Бранденбургу Фрідріхом Вільгельмом I, при неповнолітньому Йоганні Фрідріху. У 1672 брат, досягнувши 18-річчя, став повноправним правителем. Його володарювання було сприятливим і толерантним. Продовжуючи політику батька, юний маркграф домігся економічного відродження країни.
31 жовтня 1682 року в Ансбасі 19-річна Елеонора Юліана вийшла заміж за 30-річного Фрідріха Карла з Вюртемберзького дому, що носив титул герцога Вюртемберг-Вінненталь. До цієї події наречений наказав викарбувати пам'ятну монету.
У 1698 році Фрідріх Карл помер від сифілісу, на який захворів 1696 року.
1710 року вдовіюча герцогиня перебралася до рідного Ансбаху, після того як її молодша донька побралася 1709 року із Вільгельмом Фрідріхом Бранденбург-Ансбаським, що доводився Елеонорі Юліані небожем. Вдома Елеонора Юліана надавала перевагу спілкуванню із відомим богословом-пієтистом Августом Германом Франке, писала церковні гімни. Радником і завідувач справ при ній був Філіп Фрідріх Гайзмар.
Померла 4 березня 1724 року в 60-річному віці. Поховали герцогиню у Stiftskirche Штутгарта.

## Родина

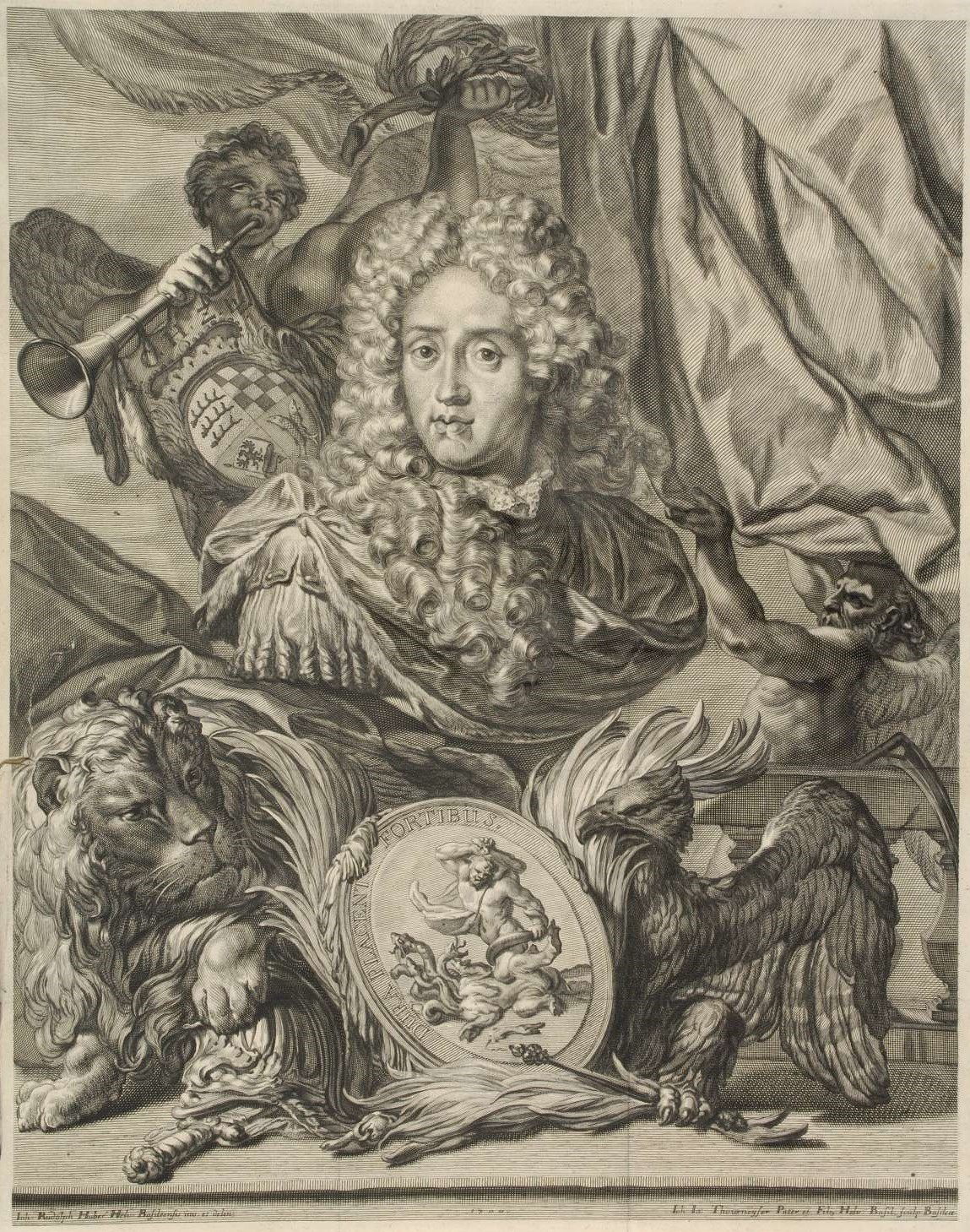
Фрідріх Карл

Чоловік — Фрідріх Карл, герцог Вюртемберг-Віннентальський
У подружжя народилося семеро дітей:
- Карл Александр (1684—1737) — герцог Вюртемберзький, генерал-фельдмаршал, одружений з принцесою Турн-унд-Таксіс Марією-Августою, мав п'ятьох синів та доньку;
- Доротея Шарлотта (1685—1687) — померла в дитячому віці;
- Фрідріх Карл (1686—1693) — помер у віці 6 років;
- Генріх Фрідріх (1687—1734) — генерал-фельдмаршал-лейтенант, одружений не був, дітей не мав;
- Максиміліан Емануель (1689—1709) — доброволець шведської армії, супроводжував Карла XII у російській кампанії, брав участь у битві під Полтавою, помер від хвороби, яка перебігала з гарячкою, у Дубно; одружений не був, дітей не мав;
- Фрідріх Людвіг (1690—1734) — генерал-фельдцейхмейстер, одружений з Урсулою Катаріною Альтенбокум, дітей не мав;
- Крістіана Шарлотта (1694—1729) — одружена з маркграфом Бранденбург-Ансбаським Вільгельмом Фрідріхом, мала двох синів та доньку.